# 太原东站
太原东站位于中华人民共和国山西省太原市杏花岭区，是大西客运专线、北同蒲铁路、石太客运专线的一座车站，距离太原站3公里，距离上兰村线上兰村站22公里，隶属于中国铁路太原局集团太原站，现为二等站。自2020年4月20日0时起，太原东站正式停止客运业务，仅保留管内职工通勤乘降业务。
作为北同蒲铁路车站始建于1933年，1959年之前称作太原北站，和位于太原城南的正太铁路太原站（太原新客站启用后更名太原南站）成为当时太原两大车站之一。
太原东站原设有7条到发线（含2条正线）、7条调车线，2010年石太客运专线从车站北咽喉引入太原铁路枢纽中轴线，车站利用既有到发线和站台新增2条正线，总股道数不变。大西高速线和普速线路在车站北侧开始并线引入太原枢纽。